# Sedlec, Praha-východ
Sedlec là một làng thuộc huyện Praha-východ, vùng Středočeský, Cộng hòa Séc.